# Lord of Ultima
Lord of Ultima es un videojuego de tipo free-to-play, basado en el navegador, multijugador masivo de estrategia en tiempo real (MMORTS) de Electronic Arts.
El juego comenzó con una prueba beta el 20 de abril de 2010 y fue desarrollado por EA Phenomic.
El juego está en versión 2D juego de estrategia similar a Evony. Aunque el juego es nominalmente libre, los jugadores pueden comprar los "diamantes" con dinero del mundo real, siempre que el juego esté con su fuente de ingresos. Los diamantes se pueden utilizar en tres tipos de mejoras: mejora de la interfaz de usuario ofrece a través de la compra de "ministros" que reducen la micro-gestión de los recursos, "artefactos" que proporcionan mayores recursos y puede acelerar la finalización de los comandos, y la protección de los ataques de otro jugador.
El juego utiliza Javascript tecnología Web, y no se basa en Adobe Flash, a diferencia de muchos otros juegos basados en navegador.

## Jugador
En Lord of Ultima, el juego gira en torno a la recolección de recursos para desarrollar las ciudades y los ejércitos y la batalla contra otras por el poder y prestigio.
Los jugadores comienzan con una sola ciudad, que está protegido de los ataques durante siete días. Un jugador puede optar por colonizar ciudades inactivas o fundar nuevas ciudades, después que los prerrequisitos se han cumplido. Un jugador puede también construir un castillo que les permite conquistar otras ciudades con castillos, y viceversa. Es un error común para los nuevos jugadores tener el "castillo en la primera ciudad", correspondiendo a su eliminación. Los jugadores que no tienen castillo, pueden realizar incursiones en mazmorras (batallas PvE), pero no puede saquear las ciudades de otros jugadores. Formar parte de una alianza es crucial en este juego, tanto para la protección y el apoyo económico.
El objetivo del juego es obtener el título de "Lord of Ultima", que sólo se puede conseguir con el apoyo de una alianza. 
Varias herramientas de terceros son de uso común para apoyar al jugador. Herramientas de planificación de la ciudad le ayudarán a crear un diseño de la ciudad, mostrando la ganancia potencial de recursos por hora.
El diseño de la ciudad es fundamental para que el jugador consiga los primeros puestos en las clasificaciones en el juego.

## Recepción
Lord of Ultima no fue revisado ampliamente, pero en las pocas revisiones, el juego fue criticado razonablemente bien.
De acuerdo con GameRankings, la revista PC Gamer en el Reino Unido le dio una calificación de 75%, y el juego Vortex le otorgó un 82%.
MMOHut citados puntos positivos del juego como un "script estrategia original", y el hecho de que "los diseños de las ciudades te hacen tomar el pensamiento." Criticó que el juego Lord of Ultima es un "juego de ritmo lento" y "conexión muy débil con la franquicia Ultima."
Reseñas de TI llegó a la conclusión: "En última instancia.... este juego de estrategia basado en navegador no resultó demasiado lento para nuestro gusto "Sin embargo, el revisor señaló que:" Si usted es el tipo de jugador que felizmente pueden entrar y salir de un juego muy casual, vale la pena echarle un vistazo. Hay una profundidad considerable en la planificación de la ciudad, un sistema de gremio decente, y después de todo, es gratis. "

## En el juego
El juego se basa en la construcción de ciudades como ya se dijo, esto incluye la construcción de edificios, la creación de unidades militares, y la conquista de otros territorios. Hay más de 30 estructuras diferentes que se pueden construir, generadores de recursos (mina de hierro, cantera de piedra, cabaña de leñador, Granja, Casa de campo), estructuras de apoyo (Aserradero, cantero, molino, Fundición), almacenes, estructuras comerciales (mercado y el puerto), 
estructuras militares (casas de guardias, cuarteles, escuelas de guerra, establos, torres lunares, templo de Trinsic, Taller, Astillero, Castillo), Murallas, torres defensivas (atalaya para los exploradores), trampa de caída, Guardián, Barricada, torre templaria, torre de balistas y Trampa camuflada ) y/whisper RamiroMar Palacios. Torres de defensa solo pueden ser construidas sobre muros fortificados de la ciudad. El puerto y el astillero solo se pueden construir sobre el agua. Una ciudad solo puede tener un castillo, y una vez construido, un castillo no puede ser destruido o eliminado. Un castillo permite atacar a otras ciudades y conquistar otras ciudades con castillo, pero a su vez abre su ciudad para ser conquistado. Un jugador no puede ser completamente derrotado, siempre y cuando tenga una ciudad sin castillo. Un jugador debe pertenecer a una alianza y tener castillo en la ciudad con el fin de construir un palacio. Cada estructura se inicia en el nivel 1 y se puede actualizar a nivel 10 usando los recursos.
Hay cinco recursos utilizados para construir las estructuras y las unidades: madera, piedra, hierro, alimentos y oro. Edificios solo usan la madera y la piedra, las unidades pueden utilizar madera, piedra, hierro y oro para construirse y tener la comida necesaria para alimentar a las unidades de la ciudad. Cada ciudad tiene una cantidad limitada de almacenamiento de madera, piedra, hierro y Alimentación, la cantidad de oro que tiene es ilimitada y es compartido por todos los jugadores de las ciudades.
Para reclutar a las unidades una ciudad debe tener una Cuartel, casa de guardias o una y otra estructura militar.La casa de guardias permite al jugador reclutar guardias de ciudad. Un cuartel dará espacio para reclutar a otras unidades. Campos de entrenamiento:furias, soldados de asalto y guardianes. Establo:exploradores, Ballesteros y caballeros.Torre lunar: mago, brujo. Templo de trinsic: Templarios, Paladines,y barones. Astillero: Balandros, fragatas, galeones de guerra. Taller: Balistas, Arietes, Catapultas. Cada unidad tiene diferentes fortalezas, debilidades y habilidades. Barones permiten a un jugador crear una nueva ciudad o conquistar la ciudad con castillo existente. Los exploradores pueden mostrar las unidades y estructuras que se encuentran en una ciudad sin castillo o con castillo. Galeones de guerra, Arietes y catapultas pueden destruir las estructuras de una ciudad.
En el nivel 10 la torre lunar también le da al jugador la posibilidad de "purificar" los recursos. La madera se convierte en madera oscura, piedra en piedra rúnica, hierro en Verito y Alimentos en semilla real. Estos recursos purificados pueden ser utilizados para mejoras a las unidades de investigación, las estructuras y el título de los jugadores. Los títulos del jugador determina la cantidad de ciudades que el jugador puede controlar, el importe máximo es actualmente de 400 ciudades.
Las ciudades se organizan en los continentes en el juego, dispuestos en una cuadrícula de diseño.
Para convertirse en Lord of Ultima y ganar el juego el jugador debe pertenecer a una alianza que debe tener un palacio de cada una de las ocho virtudes del juego en el nivel 10: la compasión, honestidad, honor, humildad, justicia, sacrificio, espiritualidad y Valor.los palacios pueden ser destruidos por otros jugadores. Cada virtud ofrece una bonificación a todos los jugadores de la Alianza para una cosa específica (Compasión velocidad de construcción aumenta en todas las ciudades, y la velocidad de desplazamiento de la infantería y las unidades de caballería).
Hay un wiki completa que detalla la mecánica del juego, combates, las criaturas, unidades, edificios, para toda la Comunidad